# El regreso (álbum)
El regreso es un álbum en vivo de Andrés Calamaro, es un disco en directo con 21 temas de diferentes momentos de su carrera, registrados durante las actuaciones en directo que ofreció en el Luna Park de Buenos Aires los días 18, 19 y 20 de abril de 2005, después de seis años de no tocar en su país. Los músicos de Bersuit Vergarabat participaron como los sesionistas de la banda de Calamaro en estos shows.
El disco ha sido producido por el propio Andrés Calamaro, Oscar Righi y Pepe Céspedes y mezclado en El Cielito Lindo (Buenos Aires).
Entre las canciones que componen el álbum se encuentran clásicos como Flaca, El salmón, Loco, Te quiero igual, contando con varios invitados (Javier Calamaro, Juanjo Domínguez, Juanse).

## Lista de canciones
1. El cantante - 5:00
2. El salmón - 2:50
3. Te quiero igual - 3:54
4. Tuyo siempre - 3:10
5. Las oportunidades - 3:20
6. Clonazepán y circo - 3:00
7. Para no olvidar - 4:23
8. Los aviones - 4:26
9. Crímenes perfectos - 4:23
10. Loco - 2:34
11. Vigilante medio argentino - 2:40
12. La libertad - 3:23
13. Estadio Azteca - 4:01
14. Por una cabeza - 3:13
15. Nos volveremos a ver - 3:14
16. Media Verónica - 3:55
17. No me nombres - 4:00
18. Desconfío - 4:30
19. Ok perdón - 2:51
20. Flaca - 4:16
21. Paloma - 5:36

## Cortes de difusión
- Tuyo siempre (2005)

## Posicionamiento en listas
| País    | Lista                   | Mejor posición |
| ------- | ----------------------- | -------------- |
| Uruguay | Uruguayan Top 10 Albums | 1              |